# Olive Wharry
Olive Wharry (décembre 1886–2 octobre 1947) est une artiste, suffragette et incendiaire britannique qui est emprisonnée en 1913 pour avoir mis le feu à un pavillon de thé des jardins botaniques royaux de Kew avec Lilian Lenton.

## Biographie

### Jeunesse
Olive Wharry est née dans une famille de la classe moyenne, à Londres. Ses parents sont Clara (1855-1910, née Vickers) et Robert Wharry (1853-1935), un médecin; elle est la seule enfant du premier mariage de son père. Wharry a trois demi-frères et demi-sœurs plus jeunes. Elle grandit à Londres, puis la famille déménage dans le Devon à la retraite de son père. Après ses études, Wharry entre à l'école d'art d'Exeter et fait, en 1906, un voyage autour du monde avec ses parents. Elle entre à la Women's Social and Political Union (WSPU) en novembre 1910. Elle est également membre de la Church League for Women's Suffrage.

### Arrestations
En novembre 1911, Wharry est arrêtée pour avoir participé à une campagne de destruction de vitrines de la WSPU et après avoir été libérée sous caution par Frederick Pethick-Lawrence et Mme Saul Salomon, elle est condamnée à deux mois d'emprisonnement. Au cours de sa détention et des autres qui suivirent, elle garde avec elle un album comprenant les signatures de ses amies suffragettes. Cet album est une des pièces de l'exposition à la British Library, Taking Liberties en 2008-2009.
En mars 1912, Wharry est de nouveau arrêtée après avoir détruit des vitrines et est condamnée à six mois d'emprisonnement à la prison de Birmingham. Elle prend part à une grève de la faim et est libérée en juillet 1912, avant la fin de sa peine. En novembre 1912, elle est arrêtée en tant que « Joyce Locke » avec trois autres suffragettes à Aberdeen après avoir été impliquées dans une bagarre lors d'une réunion où Lloyd George faisait un discours. Condamnée à cinq jours de prison, elle réussit à casser la fenêtre de sa cellule,.

### Incendie criminel des jardins botaniques royaux de Kew
Le 7 mars 1913, à l'âge de 27 ans, elle est envoyée, avec Lilian Lenton, à la prison de Holloway pour avoir mis le feu au pavillon de thé des jardins botaniques royaux de Kew, provoquant 900 £ de dommages. Les propriétaires du pavillon l'avaient assuré pour seulement 500 £. Lors de son procès à l'Old Bailey, Wharry est de nouveau inculpée sous le nom de « Joyce Locke » et considère que la procédure n'est qu'une « bonne blague ». Elle déclare que Lilian Lenton et elle ont vérifié que le pavillon de thé était vide avant d'y mettre le feu. Elle ajoute qu'elle a cru que le pavillon appartenait à la Couronne, et qu'elle souhaitait que les deux propriétaires du pavillon comprennent qu'elle était en train de combattre dans une guerre et que dans une guerre, même les combattants doivent souffrir. Lorsque Wharry est condamnée à dix-huit mois en plus du remboursement des frais de réparation, elle refuse : « Je refuse de le faire. Vous pouvez m'envoyer en prison, mais je ne payerai jamais les frais »,.
En prison, Olive Wharry fait une grève de la faim de 32 jours, en passant sa nourriture à d'autres prisonniers,. Elle déclaré que durant sa peine de prison, son poids a chuté de 50 kg à 36 kg.

### Autres peines de prison
Olive Wharry est arrêtée et emprisonnée à huit reprises entre 1910 et 1914, pour sa participation à diverses campagnes de destructions de vitrines, parfois sous le nom de « Phyllis North » ou celui de « Joyce Locke ». Chacune de ses peines de prison est caractérisée par ses grèves de la faim où elle est nourrie de force, puis libérée en vertu de ce qui est devenu connu sous le nom du Cat and Mouse Act.
En mai 1914, elle est condamnée à une semaine de prison pour avoir pris part à une députation auprès du roi George V. C'est une question d'honneur pour Wharry de ne pas faire toute sa peine de prison, et après une nouvelle grève de la faim, elle est libérée au bout de trois jours. En juin 1914, elle est arrêtée à Caernarfon après avoir cassé des vitrines à Criccieth au cours d'une réunion tenue par Lloyd George. En détention provisoire, elle fait de nouveau une grève de la faim et est libérée. En tant que « Phyllis North », elle est arrêtée à Liverpool et est ramenée à Caernarfon, où elle est condamnée à trois mois de prison.
Wharry est envoyée à la prison de Holloway pour sa détention. Elle y fait une nouvelle grève de la faim en isolement. Les rapports du Bureau de l'Intérieur montrent que certains des médecins qui l'ont soignée à Holloway la considèrent comme folle, mais le contenu son album, contenant des documents datant de cette période et de ses autres peines d'emprisonnement, n'étaye pas cette hypothèse. Il contient des dessins de sa vie en prison, des poèmes satiriques, des signatures d'autres suffragettes et une photographie la représentant aux côtés de Lilian Lenton dans le box lors de leur procès pour l'incendie des jardins de Kew de 1913 :

« Oh convicts dear!

I really fear

In lines so few

I cannot do

You justice true!

Say now, can you?  »

Les pages de son album, détenues par la British Library à Londres, contiennent aussi la mention de sa perte de poids après sa sortie de prison, ainsi que des coupures de presse d'un policier lui tendant son sac et une photo du pavillon brûlé des jardins de Kew,,. Wharry est libérée grâce à Flora Murray le 10 août 1914 et amnistiée.

### Mort et héritage

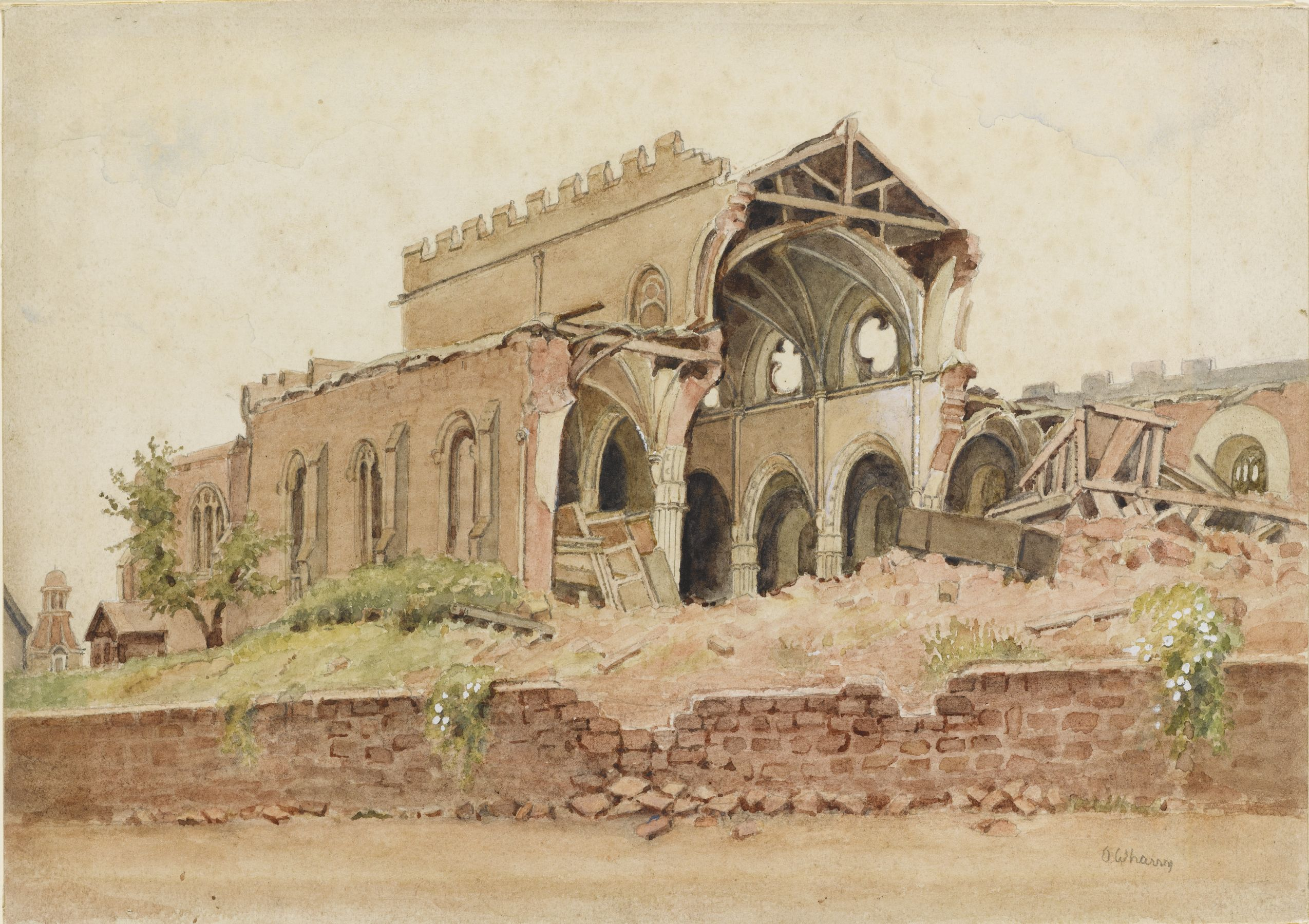
Olive Wharry 1942 de l'eglise de St. Sidwell, Exeter.Royal Albert Memorial Museum (63/2004/4).

Plus tard, Wharry s'installe à Dart Bank à Torquay dans le Devon. Elle fait de son amie suffragette Constance Bryer (1870-1952) son exécutrice testamentaire en 1946, demandant que son corps soit incinéré et ses cendres dispersées dans « les grands espaces ouverts de la Lande entre Exeter et Whitstone ». Dans son testament, elle laisse à Bryer une rente de 200 livres, sa médaille de la grève de la faim et certaines de ses gravures et de ses livres. Le reste de ses biens de 41,635 £ est laissé à Margaret Harriett Wright, une veuve, et à Norman Wharry, un étudiant en médecine. Les deux médailles de la faim de Wharry et Bryer sont maintenant dans une collection privée.
Olive Wharry meurt à la Heath Court Nursing Home à Torquay, en 1947, à l'âge de 61 ans. Elle ne s'est jamais mariée et n'a pas eu d'enfants.